# Dichromodes oriphoetes
Dichromodes oriphoetes là một loài bướm đêm trong họ Geometridae.